# BOMAG

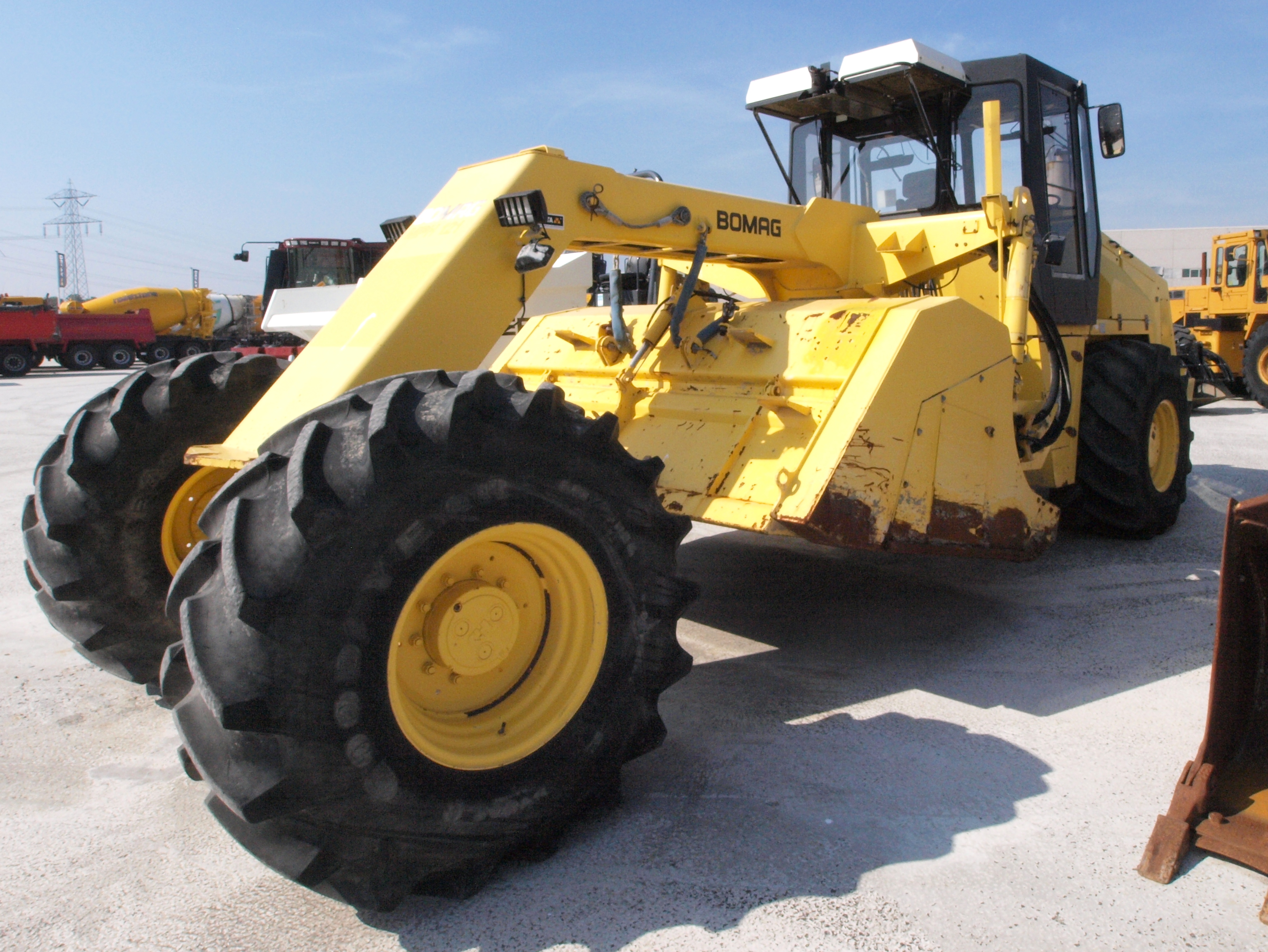
보막 MPH 121 노상안정기

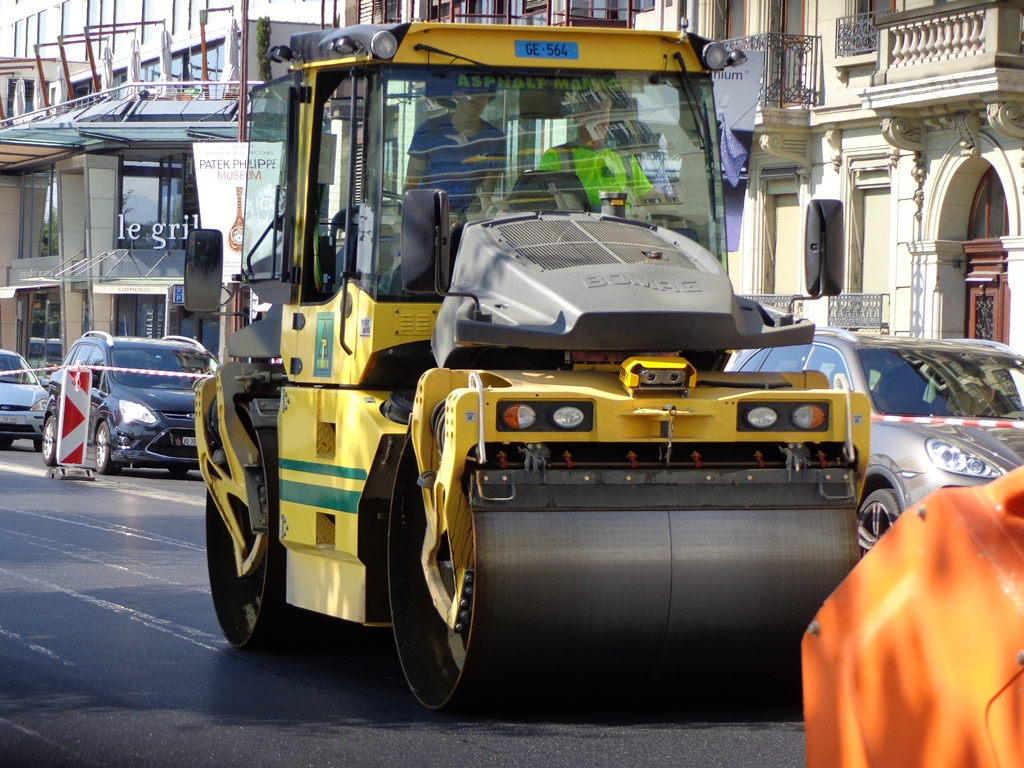
보막 피벗 스티어링 탠덤 로울러

Bopparder Maschinenbau-Gesellschaft mbH,약칭 BOMAG으로 알려져 있는 보막은 보파르트에 위치한 독일의 건설기계 제조사이다.
다짐기술 분야의 글로벌 시장 리더이다.
토양이나 아스팔트 다짐장비로 잘 알려져 있으며 다짐장비 외에도 아스팔트 페이버,토양 안정기를 제조한다.
보파르트 외에도 다른 지역에도 지사가 있으며 미국, 브라질, 중국, 영국, 이탈리아, 프랑스, 러시아, 오스트리아, 싱가포르,
브라질, 캐나다등등 여러나라에 해외지사와 여러 딜러들이 있다.
2005년 프랑스의 Fayat Group에 인수되어서 현재는 스웨덴의 다이나팩(Dynapac)과 함께 파얏그룹(Fayat Group)의 자회사가 되었다.

## 역사
Karl-Heinz Schwamborn는 1957년 독일 보파르트에 위치한 보파르트 화물역 맞은 편에 있는 한 이중창고에서 BOMAG을 설립한다.
같은 해에 Karl-Heinz Schwamborn은 그는 토양다짐을 위해 새로운 디자인의 올드라이브 형식의 이중 진동 롤러 모델인 BW 60을 개발한다.
1962년에 세계 최초로 7톤급 더블 진동 드럼롤러인 BW 200을 출시하고오스트리아에 첫 해외지사를 설립했고 그 이후로 2002년까지 중국,일본,
미국,프랑스,러시아,이탈리아,영국,헝가리에 해외법인을 설립한다.
그중에 일본법인인 보막 재팬은 2010년 9월 1일 일본에서 완전 철수하고 BOMAG 제품의 일본 판매는 코벨코 건기로 넘어가게 된다.
1969년에는 회사 부지를 보파르트에 위치한 Hellerwald 산업단지로 이전하여 오늘까지도 남아있다.
이전한 이유는 원래부지는 회사부지로 적절하지 않기 때문이었다.
1970년 Karl-Heinz Schwamborn는 BOMAG을 미국의 Koehring에 매각한다.
1978년에 연구센터가 추가되었다.
1982년에 7,000m²부지에 생산 및 철강 엔지니어링이 확장되고 4년후에는 중장비의 조립 및 테스트와 페인팅을 위해 1,0000m²의 부지로 확장되었다.
1997년에 분체 도장 공장을 설치하고 1998년에는 부지를 9,000m²정도 확장했다.
2001년 미국의 Koehring가 보막의 지분을 미국 기업인 SPX Corporation에 매각하였다.
2005년 SPX Corporation는 BOMAG을 프랑스의 파얏(Fayat)그룹에 매각한다.

## 생산하는 제품
아래는 BOMAG에서 제조 및 생산하는 제품들이다.
- 아스팔트 로울러(탠덤 로울러,콤비네이션 로울러,타이어 로울러)
- 소일 콤팩터(싱글 드럼 로울러,매립지 콤팩터)
- 아스팔트 페이버,Feeder(MTV,Material Transfer Vehicle)
- 콜드 플래너(노면 파쇄기)
- 소형 다짐장비(트렌치 콤팩터,램머,전후진 진동 플레이트,진동플레이트,단일 드럼 롤러,핸드가이드 롤러,탬퍼,무선조종식 진동 플레이트)
- 토양 재생기 및 토양 안정기(노상 안정기)